# サンワ食研
サンワ食研株式会社（サンワしょっけん、SANWASHOKKEN CORPORATION）は、北海道札幌市北区北28条西14丁目に本社を置く、生姜加工食品を取り扱うネット通販会社である。

## 会社概要
生姜商品専門のネット通販会社で、独自製法の乾燥生姜粉末を使った生姜加工食品に強みを持つ。
ロングセラーの生姜湯『温効生姜』や、『しょうが紅茶』をはじめ、乾燥生姜を使ったサプリメントや、飴など、幅広く販売している。（料理などに使える乾燥生姜粉末自体も販売している）
冷え対策や関節痛、生理前の体調不良、PMS改善、夏バテ防止、体のむくみなどのテーマで女性誌やメディアに掲載実績もある。

## 事業内容
健康食品のネット通販（生姜加工商品）

## 沿革
- 平成7年08月　北海道札幌市で健康食品の卸売事業を主体としたサンワ食研株式会社を設立
- 平成17年10月　通販事業（生姜加工食品）を開始

## 主な商品
- 温効生姜
- しょうが紅茶
- 金時しょうが粒
- 酒粕しょうが粒
- 乾燥生姜粉末
- 乾燥しょうが飴